# О ле Кромари
О ле Кромари (фр. Aulx-lès-Cromary) насеље је и општина у источној Француској у региону Франш-Конте, у департману Горња Саона која припада префектури Везул.
По подацима из 2011. године у општини је живело 141 становника, а густина насељености је износила 32,56 становника/km². Општина се простире на површини од 4,33 km². Налази се на средњој надморској висини од 225 метара (максималној 273 m, а минималној 217 m).

## Демографија
| 1962. | 1968. | 1975. | 1982. | 1990. | 1999. | 2011. |
| ----- | ----- | ----- | ----- | ----- | ----- | ----- |
| 73    | 75    | 89    | 113   | 138   | 138   | 141   |

График промене броја становника у току последњих година